# Гвідо ван Гелтен
Гвідо ван Гелтен (англ. Guido van Helten;, народ. 1986) — австралійський художник, майстер вуличного стінопису.
28 жовтня 2015 на фасаді 18-поверхового житлового будинку № 36-Б на бульварі Лесі Українки в Києві Гвідо ван Гелтен завершив 12-денну роботу з малювання велетенського муралу — дівчини у вишиванці. Стінопис має висоту 43 метри. Це найбільший твір художника не лише в Україні, а й в Європі. Також Гелтен є автором муралу «Леся Українка» на вулиці Стрілецькій 28.
Восени 2016 року Гвідо ван Гелтен намалював портрет 73-літньої вчительки української літератури в середній школі Авдіївки на стіні будинку, біля якого під час обстрілу в 2014 році важко поранило її чоловіка.